# Chelwood
Chelwood är en ort och civil parish i Storbritannien.   Den ligger i kommunen Bath and North East Somerset och riksdelen England, i den södra delen av landet, 170 km väster om huvudstaden London. Chelwood ligger 70 meter över havet och antalet invånare är 148.
Terrängen runt Chelwood är huvudsakligen platt, men åt nordväst är den kuperad. Runt Chelwood är det tätbefolkat, med 493 invånare per kvadratkilometer. Närmaste större samhälle är Bristol, 11,9 km norr om Chelwood. Trakten runt Chelwood består i huvudsak av gräsmarker.